# Tortolì
Tortolì é uma comuna italiana da região da Sardenha, província de Nuoro, com cerca de 9.956 habitantes. Estende-se por uma área de 39 km², tendo uma densidade populacional de 255 hab/km². Faz fronteira com Arzana, Bari Sardo, Elini, Girasole, Ilbono, Lotzorai, Villagrande Strisaili.

## Demografia
| Variação demográfica do município entre 1861 e 2011                               |
|                                                                                   |
| Fonte: Istituto Nazionale di Statistica (ISTAT) - Elaboração gráfica da Wikipedia |